# M.Byapalli, Mulbagal
M.Byapalli là một làng thuộc tehsil Mulbagal, huyện Kolar, bang Karnataka, Ấn Độ.